# Peter Mitchell (cyclisme)
Pour les articles homonymes, voir Peter Mitchell (homonymie) et Mitchell.
Peter Mitchell (né le 12 janvier 1990 à Londres) est un coureur cycliste sur piste britannique. Il a été champion du monde juniors de vitesse par équipes en 2007 et a obtenu plusieurs médailles en paracyclisme en tant que guide pour cycliste malvoyant.

## Palmarès sur piste

### Championnats du monde
- Aguascalientes 2007 (juniors)
  -  Champion du monde de vitesse par équipes juniors (avec Christian Lyte et David Daniell)
  -  Médaillé de bronze de la vitesse juniors

### Championnats d'Europe
- Pruszkow 2008 (juniors)
  -  Médaillé d'argent de la vitesse par équipes juniors
  -  Médaillé de bronze de la vitesse juniors
- Minsk 2009 (espoirs)
  -  Médaillé d'argent de la vitesse par équipes espoirs
- Saint-Pétersbourg 2010 (espoirs)
  -  Médaillé de bronze  de la vitesse par équipes espoirs
  - 4e du keirin espoirs
- Anadia 2011 (espoirs)
  -  Médaillé d'argent de la vitesse par équipes espoirs
  - 5e de la vitesse espoirs
  - 8e du keirin espoirs
- Anadia 2012 (espoirs)
  - 9e de la vitesse espoirs

### Championnats de Grande-Bretagne
- 2011
  - 2e de la vitesse par équipes
- 2012
  -  Champion de Grande-Bretagne de vitesse par équipes (avec Lewis Oliva et David Daniell)
- 2013
  - 2e de la vitesse
- 2014
  - 3e de la vitesse par équipes
- 2015
  - 2e de la vitesse par équipes
- 2019
  - 3e de la vitesse par équipes
- 2024
  -  Champion de Grande-Bretagne de vitesse

## Palmarès en paracyclisme sur piste
- 2014
  -  Champion du monde de vitesse en tandem (catégorie B) (avec Neil Fachie)
  -  Champion du monde du kilomètre en tandem (catégorie B) (avec Neil Fachie)
- 2015
  -  Champion du monde de vitesse en tandem (catégorie B) (avec Neil Fachie)
  -  Champion du monde du kilomètre en tandem (catégorie B) (avec Neil Fachie)
- 2016
  -  Champion du monde de vitesse en tandem (catégorie B) (avec Neil Fachie)
  -  Champion du monde du kilomètre en tandem (catégorie B) (avec Neil Fachie)
  -  Médaillé d'argent du kilomètre en tandem (catégorie B) aux Jeux paralympiques (avec Neil Fachie)
- 2018
  -  Médaillé d'argent du kilomètre en tandem (catégorie B) aux Jeux du Commonwealth (avec James Ball)
  -  Médaillé d'argent de la vitesse en tandem (catégorie B) aux Jeux du Commonwealth (avec James Ball)
  -  Médaillé d'argent du kilomètre en tandem (catégorie B) au championnat du monde (avec James Ball)
  -  Médaillé de bronze de la vitesse en tandem (catégorie B) au championnat du monde (avec James Ball)
- 2019
  -  Champion du monde du kilomètre en tandem (catégorie B) (avec James Ball)
  -  Médaillé d'argent de la vitesse en tandem (catégorie B) au championnat du monde (avec James Ball)